# Albrail
| \| \| \| von Lushnja \| \| \| \| Fier \| \| \| \| Ballsh \| \| \| \| Kraftwerk Fier \| \| \| \| Ölhafen Vlora \| \| \| \| Vlora \| |  |                |                |
| Strecke (außer Betrieb) |  | von Lushnja    | von Lushnja    |
| Betriebs-/Güterbahnhof Strecke bis hier außer Betrieb                                                                              |  | Fier           | Fier           |
| Abzweig geradeaus und ehemals nach links · Kopfbahnhof Streckenende und quer (Strecke außer Betrieb)                               |  | Ballsh         | Ballsh         |
| Abzweig geradeaus und nach links · Betriebs-/Güterbahnhof Streckenende und quer                                                    |  | Kraftwerk Fier | Kraftwerk Fier |
| Betriebs-/Güterbahnhof Streckenanfang und quer · Abzweig ehemals geradeaus und nach rechts                                         |  | Ölhafen Vlora  | Ölhafen Vlora  |
| Betriebs-/Güterbahnhof Streckenende (Strecke außer Betrieb)                                                                        |  | Vlora          | Vlora          |

Die albanische Bahngesellschaft Albrail Sh.p.k. mit Sitz in Tirana wurde am 13. Januar 2016 mit der Registriernummer NUIS L61314003H gegründet. Albrail ist die einzige private Eisenbahngesellschaft in Albanien. Das Grundkapital der Gesellschaft beträgt 135,3 Mio. albanische Lekë.
Sie transportiert Erdöl auf einer 34 Kilometer langen Strecke in Südalbanien zum Erdölhafen von Vlora.

## Geschichte
Die Gesellschaft erarbeitete mit ihren Partnern Alb–Star Shpk und Matrix Konstruksion Shpk ein Konzept, den Schienenverkehr in der Region Ballsh–Fier–Vlora zu sanieren, um Erdöl von den Fördergebieten zum Erdöl-Terminal an der Küste zu transportieren. Mit einem unaufgeforderten Angebot präsentierte die Gesellschaft beim Ministerium für Verkehr und Infrastruktur einen Investitionsplan, der dann mit Unterstützung des italienischen Planungsfirma Italferr umgesetzt wurde.
Albrail gewann mit ihrem Angebot die Konzession und unterzeichnete am 4. Februar 2016 einen 25-jährigen Vertrag mit dem Gegenstand „Konzession/Public Private Partnership (ROT – Rehabilitation, Operation and Transfer)“ für die Sanierung, den Betrieb und die Übertragung der Infrastruktur der Bahnstrecken Fier–Ballsh und Fier–Vlora mit dem Ministerium für Verkehr und Infrastruktur der Republik Albanien.

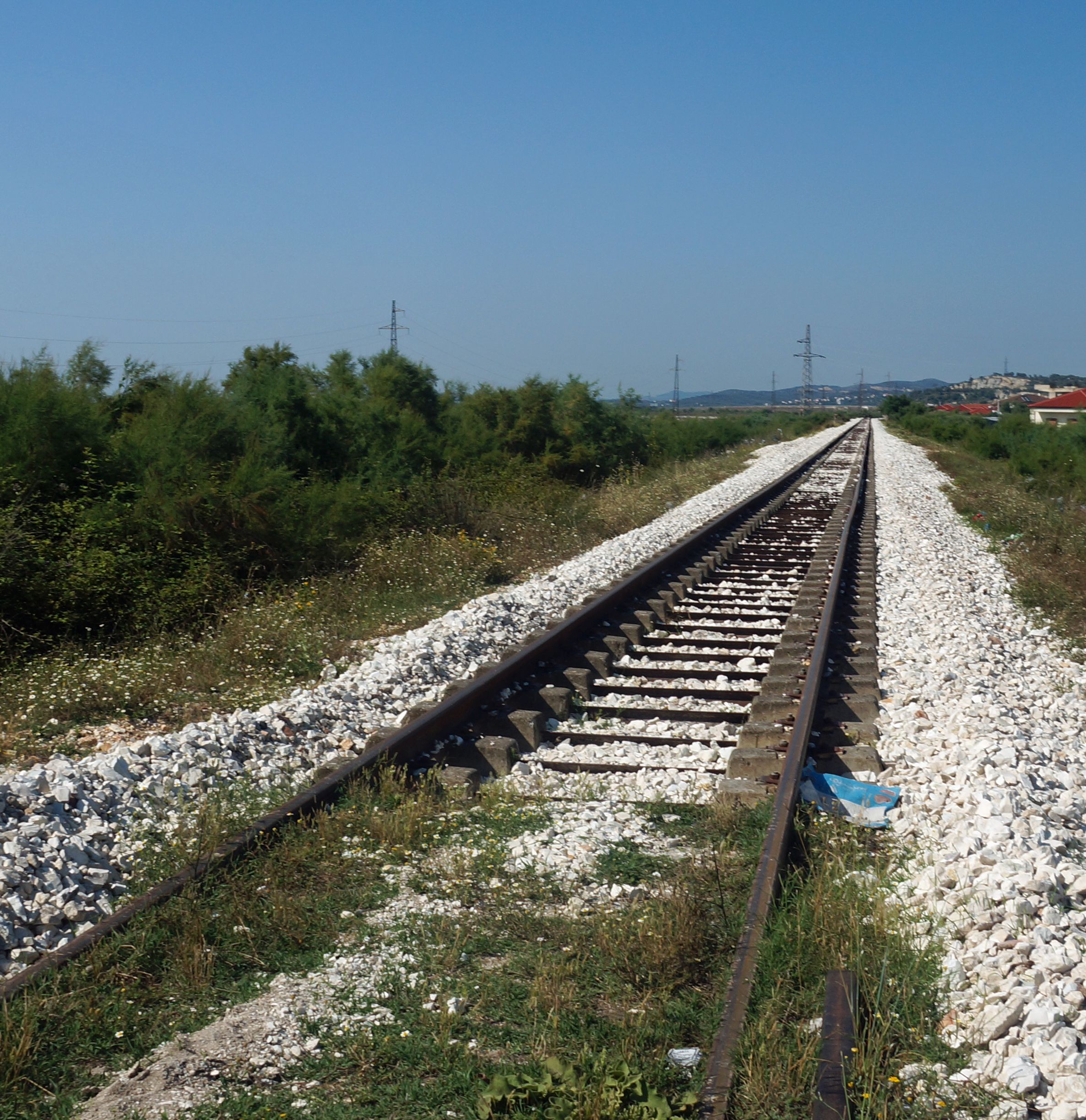
Sanierte Bahnstrecke bei Narta westlich von Vlora (2018)

Albrail hat nach Vertragsabschluss zwischen 2017 und 2018 fast die komplette Strecke Fier–Vlora sowie die Infrastruktur an den Zwischenstationen und der Raffinerie in Fier saniert. In der Raffinerie wurde eine zweigleisige Verladestation für Kesselwagen gebaut, um den Rohöltransport von Fier zum italienisch-albanischen Petrolifera-Terminal in Vlora zu ermöglichen. Die Bahnstrecke Fier–Ballsh, die ebenfalls zum Vertragspaket gehört, war 2024 noch außer Betrieb.
Im Dezember 2018 nahm Albrail den Betrieb in Richtung Vlora auf und steigerte dabei schrittweise das Transportvolumen nach Vorgaben des Kunden Bankers Petroleum Albania auf eine Transportmenge von mehr als 2000 Tonnen pro Tag. In den ersten fünf Jahren verkehrten 4000 Züge auf der Strecke.
Bankers Petroleum fördert im Ölfeld Patos-Marinza. Das Ölfeld bei Patos ist das größte unterirdische Ölfeld an Land in Europa. Das ebenfalls genutzte Ölfeld Kuçova liegt etwa 30 Kilometer östlich von Patos-Marinza.

## Infrastruktur
2017 wurde eine fast zwei Kilometer lange Strecke zur Ölverladestelle in Fier gebaut. Die 1984 gebaute Bahnstrecke Fier–Vlora mit dem Güterbahnhof in Fier, den Zwischenstationen Levan, Novosela und Skrofotina sowie mit dem Koshovica-Tunnel wurde 2018 wieder für eine Achslast von 20 Tonnen instand gesetzt. Die am 9. März 1975 eröffnete Bahnstrecke Fier–Ballsh, die ebenfalls zum Vertragsinhalt gehört und um das Jahr 2000 eingestellt wurde, ist noch nicht instand gesetzt und ohne Verkehr. Anstelle der 26 Kilometer langen Strecke wird das Erdöl durch eine 11,3 Kilometer Pipeline vom Ölfeld nach Fier geleitet.
Albrail ersetzt jedes Jahr rund 10.000 Lastwagen-Transporte.
Nicht instand gesetzt sind die letzten drei Kilometer bis zum Bahnhof Vlora. Stattdessen wird ein um 2011 erbautes Stichgleis von etwa anderthalb Kilometern Länge zum Ölhafen genutzt.

## Fahrzeuge

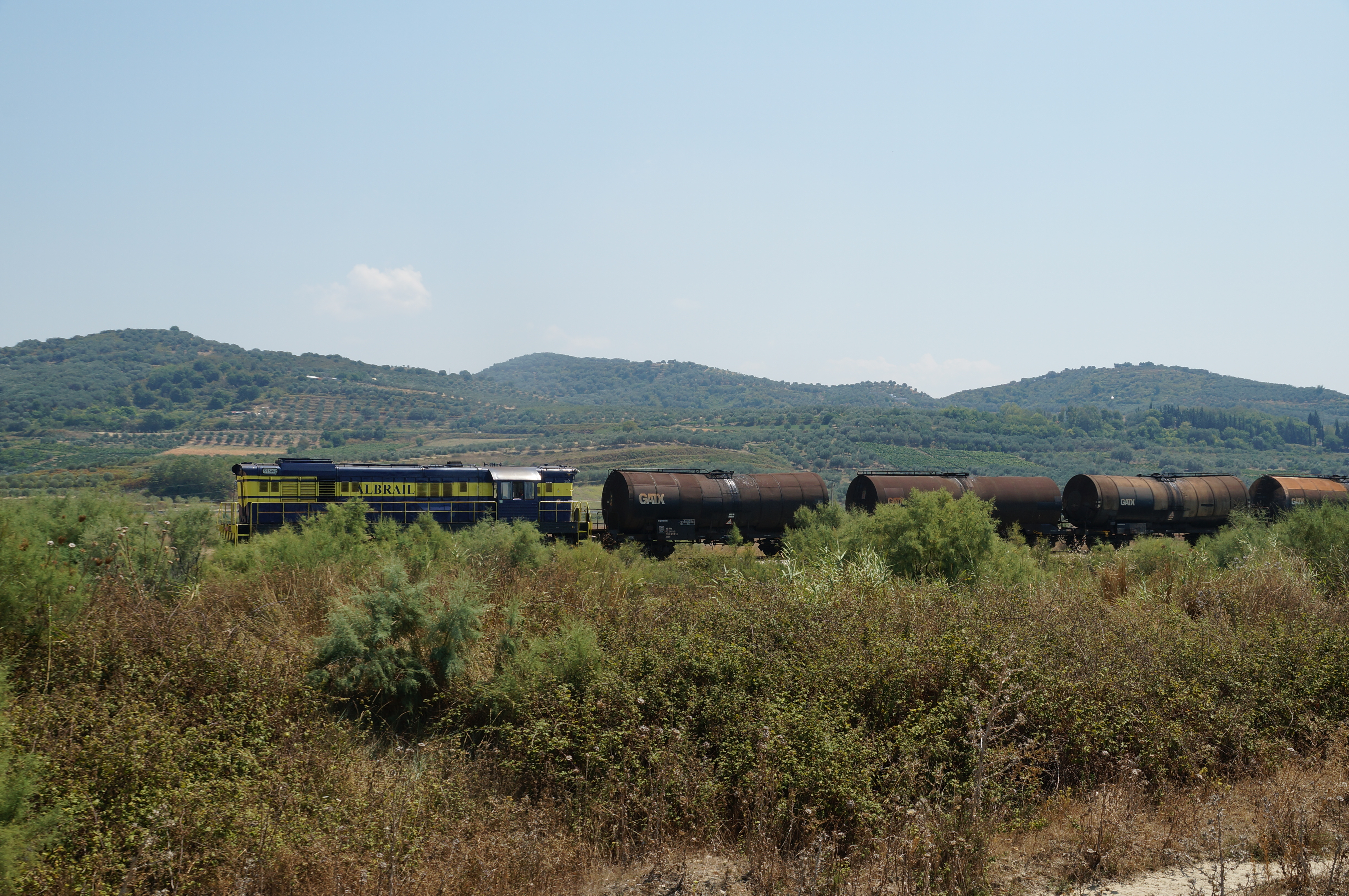
Albrail-Zug auf der Fahrt von Vlora nach Norden

Für die Bespannung der Güterzüge hat Albrail drei generalüberholte ČKD-Diesellokomotiven, zwei der Baureihe T 770 (T 770 254, Baujahr 1988 und T 770 526, Baujahr 1984) und eine der Baureihe T 711 (T 711 081, Baujahr 2004) sowie 33 Kesselwagen belgisch-französischer Produktion erworben.

## Personal
Anfang 2016 wurde Albrail mit drei Mitarbeitern eröffnet, nunmehr sind etwa 80 Mitarbeiter beschäftigt.

## Zukunft
Albrail prüft die zukünftige Möglichkeit der Personenbeförderung.